# Edificio Slovo
Edificio Slovo (in ucraino Будинок «Слово»?, Budynok "Slovo") è un edificio residenziale a più piani situato nel distretto di Ševčenko a Charkiv. La forma dell'edificio riflette la lettera C nella parola ucraina слово ("slovo") che significa "parola".
Pertanto, la forma dell'edificio simboleggiava che era stato costruito appositamente per ospitare importanti scrittori ucraini, che vivevano lì in un totale di 66 unità abitative. Costruito alla fine degli anni '20, ospitò molti scrittori e poeti ucraini, alcuni dei quali furono successivamente giustiziati dall'Unione Sovietica a Sandarmoch e pertanto conosciuto come il Rinascimento fucilato.

## Costruzione
Poiché Charkiv è stata la capitale della Repubblica socialista sovietica ucraina dal 19 dicembre 1919 al 24 giugno 1934, la città divenne il centro dell'economia ucraina, determinando una veloce crescita demografica. La popolazione aumentò da 285.000 nel 1920 a 423.000 nel 1927, rendendo così la carenza di alloggi uno dei suoi principali problemi. Ciò ha colpito anche la comunità letteraria che era venuta a Charkiv da Kiev a causa della politica di ucrainizzazione. Gli scrittori che non potevano permettersi i prezzi più alti delle case vivevano nei loro uffici o in abitazioni improvvisate. Alcuni scrittori, per impedire ai topi di rosicchiare la carta dei loro manoscritti, conservavano le loro opere dentro le pentole.
Così, a metà degli anni '20, Ostap Vyšnja, all'epoca parte di un'organizzazione di scrittori chiamata плуг, che significa aratro, chiese al governo sovietico di costruire un complesso di appartamenti che potesse ospitare i più importanti intellettuali ucraini. L'idea fu quasi immediatamente approvata dai sovietici, che la videro come un mezzo per sorvegliare più facilmente gli intellettuali ucraini, che sarebbero stati tutti all'interno dello stesso edificio. Il nuovo complesso fu progettato nel settembre 1927 dall'architetto Mytrofan Daškevyč, che progettò l'edificio a forma di lettera C in alfabeto cirillico per rappresentare la prima lettera della parola слово, cioè "slovo" che significa parola e l'edificio fu così ribattezzato. Poiché mancarono i fondi per completare la costruzione dell'edificio, Vyshnya andò a Mosca nel febbraio 1929 e chiese a Iosif Stalin di finanziarne la realizzazione. Stalin acconsentì e diede il denaro lo stesso giorno (a condizione che i residenti lo restituissero entro 15 anni). Slovo fu completato il 25 dicembre 1929.
L'edificio è stato costruito in quella che era considerato all'epoca uno stile sontuoso, ogni appartamento aveva 3 o 5 stanze, un vero lusso nell'Unione Sovietica tra le due guerre. L'edificio Slovo è alto cinque piani, con 66 appartamenti, realizzati con i migliori materiali disponibili all'epoca. Sul tetto sono stati realizzati un solarium e una doccia, con una scuola materna nel seminterrato . Alla fine del 1929, cominciarono a trasferirvisi i primi residenti, anche se il riscaldamento centralizzato non fu installato fino a dopo il capodanno 1930. I residenti sono stati chiamati residenti della casa Slovo. Ogni appartamento era dotato di bagno, riscaldamento centralizzato e telefono . Agli artisti sono stati assegnati anche i propri studi. Dopo la seconda guerra mondiale fu installato un ascensore, sebbene fornisse l'accesso solo al piano terra e al quinto piano.

## Rinascimento fucilato

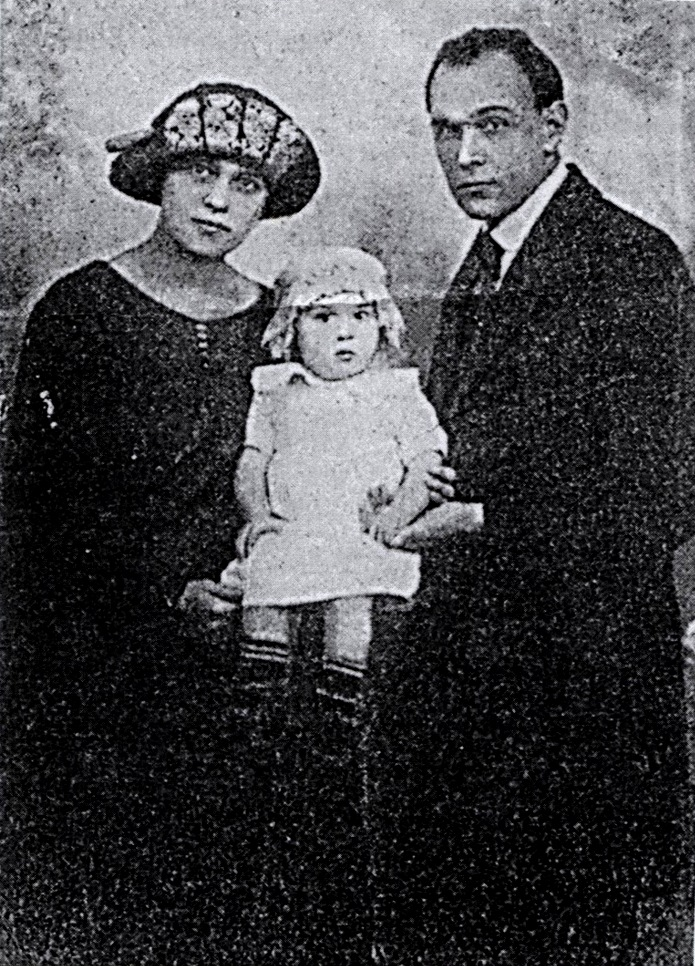
Klym Polishchuk con la moglie Halyna Mnevska e la figlia Lesia

Attraverso l'uso delle intercettazioni telefoniche, gli occupanti furono spiati e segnalati per l'arresto dai loro stessi vicini nell'età del Rinascimento fucilato. L'attrice Halyna Mnevs'ka è stata la prima ad essere arrestata il 20 gennaio 1931 perché non volle denunciare suo marito, Klym Poliščuk, che fu giustiziato a colpi di arma da fuoco in Carelia. L'attrice fu arrestata e condannata a 5 anni di reclusione ed esiliata a vita dall'Ucraina. Altre persone arrestate furono Pavlo Chrystjuk il 2 marzo 1931 e Ivan Bahrianyj il 16 marzo 1932 a causa del suo movimento controrivoluzionario.
Con il passare degli anni, furono effettuati sempre più arresti con il picco che venne raggiunto nel 1933. Lo scrittore ucraino Mychajlo Jalovyj fu arrestato il 12 maggio 1933 con l'accusa di spionaggio e assassinio di Pavel Postyšev e successivamente fu giustiziato l'11 marzo 1937. Il giorno successivo all'arresto di Jalovyj, Mykola Chvyl'ovyj, Mykola Kuliš e Oles Dosvitnij si riunirono per discutere su come risolvere la situazione. Al momento della conversazione, Chvyl'ovyj tornò nella sua stanza e si suicidò il 13 maggio 1933, evidenziando la disperazione provata dagli occupanti della casa Slovo. Non solo gli occupanti vivevano sotto costante minaccia di arresto o morte, ma anche del Holodomor, una carestia provocata da Stalin che ha ucciso quattro milioni di ucraini, per lo più contadini. Serhij Pylypenko fu giustiziato senza processo il 23 febbraio 1934. Oltre a loro, c'erano Les Kurbas, Vyšnja, Kuliš e Hryhorij Epik che furono arrestati e giustiziati a Sandarmorch. Vyšnja è stato salvato perché malato In tutto, 40 appartamenti su 66 nella casa Slovo sono stati distrutti. Il numero dei giustiziati è stato di 33 persone, di cui 5 condannati alla reclusione a lungo termine, uno suicida e un altro ucciso in circostanze poco chiare. Molti sono stati condannati come spie, terroristi e cospiratori contro il regime.
Nel 1934, la capitale dell'Ucraina fu spostata da Charkiv nell'attuale Kiev, in parte a causa dell'Holodomor e in parte per la repressione . Successivamente, gli scrittori sopravvissuti furono trasferiti nella casa RoLit con sede nella nuova capitale. Durante la seconda guerra mondiale, quando i tedeschi iniziarono a bombardare Kiev nel 1941, la gente disse con amara ironia che "una bomba su RoLit è sufficiente e la letteratura ucraina cesserà di esistere".

## Ricordo

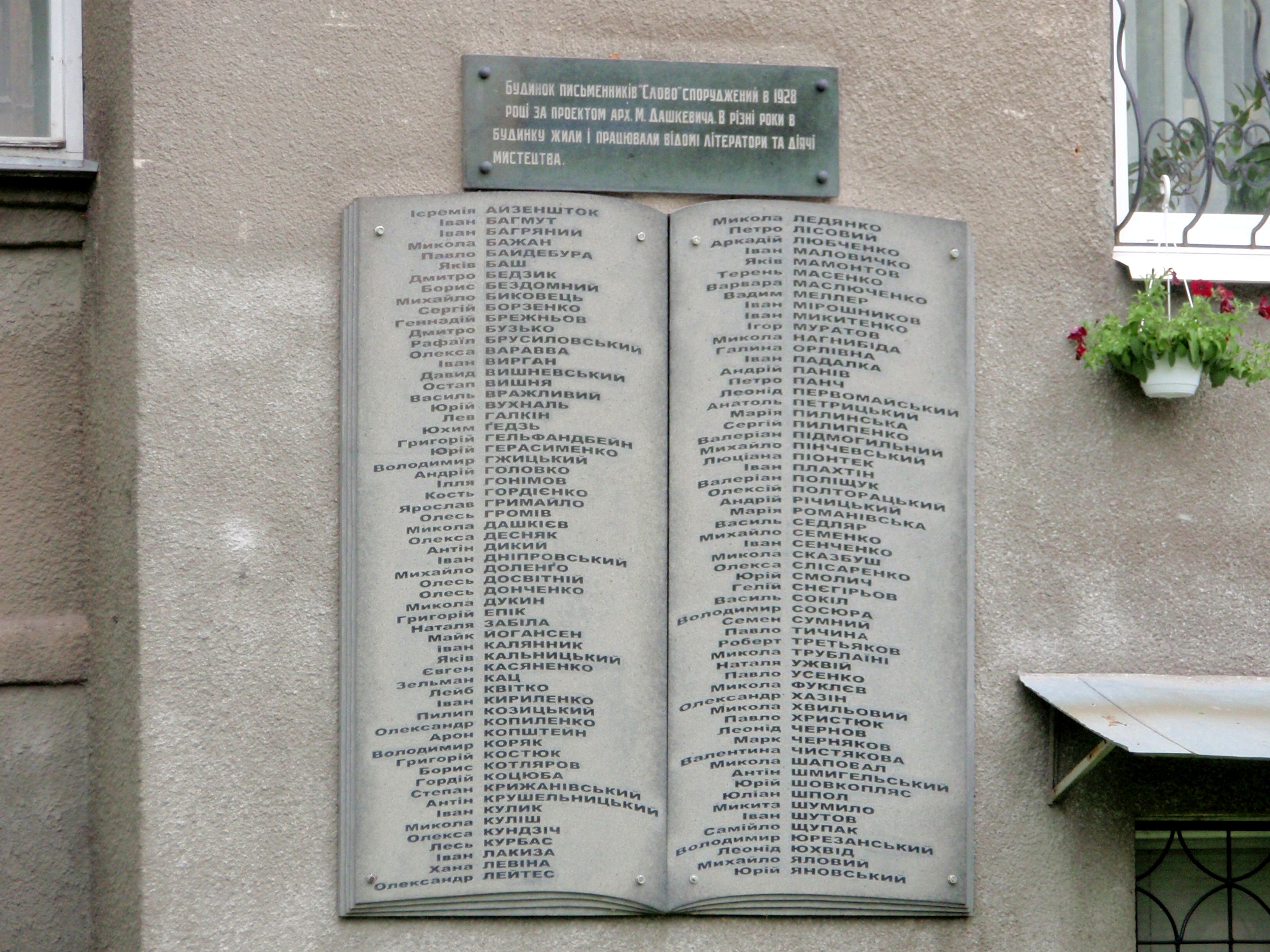
Targa commemorativa composta da scrittori ed artisti che risiedettero nell'edificio

L'edificio fu inserito nel Registro statale dei Luoghi di interesse ucraini inamovibili il 21 agosto 2019.  Il 24 agosto 2003 fu posta una placca commemorativa contenente un elenco di nomi delle personalità famose che vissero nell'edificio. La placca sostituì una vecchia placca andata distrutta.
- Ijeremija Ajzenštok
- Ivan Bahmut
- Ivan Bahrjanyj
- Mykola Bažan
- Pavlo Bajdebura
- Jakiv Baš
- Dmytro Bedzyk
- Boris Bezdomnyj
- Mychajlo Bykovec'
- Serhij Borzenko
- Hennadij Brežn'ov
- Dmytro Buzko
- Rafaïl Brusylov'skyj
- Oleksa Varavva
- Ivan Virhan
- Davyd Vyšnevs'kyj
- Ostap Vyšnja
- Vasyl' Vražlivyj
- Jurij Vuchnalʹ
- Lev Halkin
- Juchym G'edz'
- Hrygorij Hel'fandbejn
- Jurij Herasimenko
- Volodymyr Gžic'kyj
- Andrij Holovko
- Illja Honimov
- Kost' Hordijenko
- Jaroslav Hrimajlo
- Oles' Hromiv
- Mykola Daškijev
- Oleksa Desnjak
- Antin Dykyj
- Ivan Dniprovs'kyj
- Mychajlo Dolenho
- Oles' Dosvitnij
- Oles' Dončenko
- Mykola Dukyn
- Hryhorij Epik
- Natalja Zabila
- Majk Johansen
- Ivan Kaljannyk
- Jakiv Kal'nyc'kyj
- Jevhen Kasjanenko
- Zel'man Kac
- Lejb Kvitko
- Іvan Kirilenko
- Pylyp Kozyc'kyj
- Oleksandr Kopylenko
- Aron Kopštejn
- Volodymyr Korjak
- Hryhorij Kostjuk
- Borys Kotljarov
- Hordij Kocjuba
- Stepan Kryžanivs'kyj
- Antin Krušel'nyc'kyj
- Ivan Kulyk
- Mykola Kuliš
- Oleksa Kundzič
- Les Kurbas
- Ivan Lakiza
- Chana Levina
- Oleksandr Lejtes
- Mykola Ledjanko
- Petro Lisovyj
- Arkadij Ljubčenko
- Іvan Malovičko
- Jakiv Mamontov
- Teren' Masenko
- Varvara Masljučenko
- Vadym Meller
- Іvan Mirošnikov
- Ivan Mykytenko
- Ihor Muratov
- Mykola Nahnybida
- Halyna Orlivna
- Ivan Padalka
- Andrij Paniv
- Petro Panč
- Leonid Pervomajs'kyj
- Anatol' Petryc'kyj
- Marija Pylyns'ka
- Serhij Pylypenko
- Valerian Pidmohyl'nyj
- Mychajlo Pinčevs'kyj
- Ljuciana Piontek
- Ivan Plachtin
- Valerian Poliščuk
- Oleksij Poltorac'kyj
- Andrij Ričyc'kyj
- Marija Romanivs'ka
- Vasyl' Sedljar
- Mychajlo Semenko
- Ivan Senčenko
- Mykola Skazbuš
- Oleksa Slisarenko
- Jurij Smolyč
- Helij Snjehirʹov
- Vasyl' Sokil
- Volodymyr Sosjura
- Semen Sumnyj
- Pavlo Tyčyna
- Robert Tret'jakov
- Mykola Trublaïni
- Natalja Užvij
- Pavlo Usenko
- Mykola Fukljev
- Oleksandr Chazin
- Mykola Chvyl'ovyj
- Pavlo Chrystjuk
- Leonid Černov
- Маrk Černjakov
- Valentina Čistjakova
- Mykola Šapoval
- Antin Šmyhel's'kyj
- Jurij Šovkopljas
- Mykyta Šumilo
- Ivan Šutov
- Samijlo Ščupak
- Volodymyr Jurezans'kyj
- Leonid Juchvid
- Mychajlo Jalovj
- Jurij Janovs'kyj

## Progetto memoriale
Nel marzo 2017, il progetto ProSlovo è stato lanciato in tutta l'Ucraina. Il progetto di ricerca è dedicato alla Slovo House e ai suoi precedenti residenti. Tutti i risultati, memorie e immagini vengono pubblicati su una pagina web in forma interattiva. In inglese o ucraino il pubblico può osservare la sequenza temporale dell'edificio, la visualizzazione 3D di ogni appartamento, le fotografie di ogni residente, mappe e memorie. Nel corso del 2017 è stato anche distribuito un film documentario su questo edificio, scritto da Ljubov' Jakymčuk e Taras Tomenko e diretto da quest'ultimo. Il film Budynok Slovo includeva una panoramica di ogni appartamento accompagnata da memorie e testimonianze oculari.

## Fonti
- http://proslovo.com/kulish-slovoproslovo
- https://www.balcanicaucaso.org/eng/Areas/Ukraine/Ukraine-Slovo-from-house-of-the-word-to-nightmare-201601
- https://warsawinstitute.org/slovo-house/
- http://euromaidanpress.com/2020/03/12/slovo-house-how-a-special-soviet-apartment-block-for-writers-became-their-prison/